# Оуэнс, Кевин
Ке́вин Стин (англ. Kevin Steen; род. 7 мая 1984, Сен-Жан-сюр-Ришелье, Квебек) — канадский рестлер, в данный момент выступающий в WWE на бренде SmackDown под именем Ке́вин О́уэнс (англ. Kevin Owens).
Стин начал свою карьеру в 2000 году, в возрасте 16 лет. До прихода в WWE в конце 2014 года, с 2007 года Стин выступал под своим настоящем именем в Ring of Honor (ROH), где он владел титулами чемпиона мира ROH и командного чемпиона мира ROH. Стин также много выступал на независимой сцене в течение 14-ти лет, в частности, в Pro Wrestling Guerrilla (PWG), где он рекордные три раза владел титулом чемпиона мира PWG, а также три раза — титулом командного чемпиона мира PWG. Стин также выступал в International Wrestling Syndicate (IWS), где он трижды становился чемпионом мира IWS в тяжёлом весе, All American Wrestling (AAW), где он был чемпионом AAW в тяжёлом весе, и Combat Zone Wrestling (CZW).
Стин подписал контракт с WWE в августе 2014 года и присоединился к NXT, где он один раз стал чемпионом NXT, а затем дебютировал с титулом в основном ростере в мае 2015 года. За свою карьеру в WWE он также один раз владел титулом чемпиона Вселенной WWE, дважды был интерконтинентальным чемпионом WWE и трижды — чемпионом Соединённых Штатов WWE. Он также был хедлайнером первого вечера WrestleMania 38, в котором он сразился с «Ледяной глыбой» Стивом Остином в единственном матче спустя 19 лет после ухода Остина на пенсию. В целом, он является трёхкратным чемпионом мира по реслингу.

## Ранняя жизнь
Кевин Стин родился 7 мая 1984 года в городе Сен-Жан-сюр-Ришелье, Квебек и вырос в городе Маривилле, Квебек в 29 км к востоку от Монреаля. У него есть брат по имени Эдвард Лоуэр. У него франко-канадские и ирландские корни, и он говорит по-французски как на своем родном языке. Он научился говорить по-английски, подражая всему, что слышал во время просмотра шоу WWE Monday Night Raw. В детстве Стин играл в хоккей, футбол и бейсбол, но никогда не рассматривал возможность развития карьеры в этих видах спорта — особенно в футболе, после полученной травмы в возрасте 11 лет — и вместо этого решил стать рестлером после того, как он и его отец посмотрели видеозапись матча между Дизелем и Шоном Майклзом на WrestleMania XI.

## Карьера в рестлинге

### Ранняя карьера (2000—2004)
Когда Стину было 14 лет, родители разрешили ему начать тренироваться с Сержем Жудуа, рестлером из Квебека. В следующем году Стин начал тренироваться с Жаком Ружо. Он также тренировался с Терри Тейлором, которого он назвал своим «главным тренером». 7 мая 2000 года (в день своего 16-летия) Стин провел свой первый матч в Л’Ассомпсьон, Квебек. Стин тренировался с Ружо и выступал в его промоушене в течение четырёх лет, прежде чем начать выступать в других нескольких канадских промоушенах.

### International Wrestling Syndicate (IWS) (2003—2009)
16 августа 2003 года Стин дебютировал в промоушене International Wrestling Syndicate (IWS) на шоу Born to Bleed. 18 октября 2003 года Пьер Карл Уэлле победил Эль Дженерико и Стина на шоу Blood, Sweat and Beers в матче «Тройная угроза». 15 ноября на Payback’s A Bitch Эль Дженерико победил Стина в их первом одиночном матче друг против друга. 15 июня 2004 года IWS провела своё 5-е юбилейное шоу. На нём Эль Дженерико одержал победу над Уэлле в титульном поединке и завоевал своё первое мировое чемпионство IWS в тяжёлом весе. Однако вскоре после этого Стин использовал своё право на матч за титул, которое он заработал ранее в тот же вечер, победив Эксцесса 69. Стин победил Эль Дженерико, также выиграв свое первое мировое чемпионство IWS в тяжёлом весе. Первое чемпионство Стина в 2004 году стало поворотной вехой в истории промоушена, когда он стал первым чемпионом мира IWS в тяжёлом весе, защитившим титул на международном уровне, победив Родерика Стронга 30 октября в Рахуэе, Нью-Джерси на шоу Jersey All Pro Wrestling (JAPW).
22 сентября 2007 года на Blood, Sweat & Beers Стин победил Джея Бриско. 16 февраля 2008 года на шоу Violent Valentine Эль Дженерико победил Стина за титул чемпиона мира IWS в тяжёлом весе. 22 марта 2008 года на шоу Know Your Enemies Стин вернул себе титул чемпиона мира IWS в тяжёлом весе, победив Макса Бойера и бывшего чемпиона Эль Дженерико в трехстороннем матче. 24 мая 2008 года на Freedom to Fight Стин стал первым в истории обладателем двух титулов IWS одновременно, когда он победил Макса Бойера и выиграл чемпионство Канады IWS в матче за объединения титулов IWS.

### Combat Zone Wrestling (CZW) (2004—2006, 2008, 2014)
10 сентября 2004 года на шоу High Stakes II Стин дебютировал в промоушене Combat Zone Wrestling (CZW), где проиграл Секси Эдди (а также, Эль Дженерико и Эксцесса 69) четырёхстороннем матче, который был неофициально выбран как «Матч года CZW».
14 мая 2005 года Стин принял участие в шоу CZW Best of the Best и вышел в финал, победив Кенни Бастарда в первом раунде и Криса Хиро во втором раунде. Однако удержать трофей он не смог, так как проиграл его в финале.
Спустя несколько месяцев, в августе, Стин победил Фрэнки Гангстера и выиграл титул CZW Iron Man Championship. И продолжал защищать свой титул в одиночных матчах против Нейта Уэбба, Эль Дженерико, Криса Сэйбина и Супер Драгона. На шоу CZW Trapped в матче проходившего в стальной клетке с участием канадцев, The Blackout, Предки CZW и Эдди Кингстона, Стин проиграл чемпионский титул железного человека женщине-рестлеру Луфисто. Ему не хватило всего одного дня до годичного рейна. Затем он вместе с японским промоушеном Dragon Gate отправился в турне и не возвращался в CZW до февраля 2008 года, когда он выступил один раз и сражался с Ворделлом Уокером без боя.
Спустя шесть лет, в 2014 году, Стин вернулся в CZW, приняв участие в двух матчах промоушена. Сначала Стин потерпел поражение от японского конкурента Масато Танаки, а двадцать два дня спустя победил Ди Джея Хайда на турнире в Род-Айленде.

### Pro Wrestling Guerrilla (PWG) (2005—2008)
Занимаясь реслингом в CZW, Стин также начал выступать в промоушене Pro Wrestling Guerrilla (PWG). 13 мая 2005 года в Jason Takes PWG Стин был вовлечен в свою первую вражду в стенах PWG, когда он помог Экскалибуру победить Супер Дракона в матче по правилам партизанская война, в процессе раскрыв себя как поддельный Супер Дракон, который нападал на настоящего последние несколько месяцев. 6 августа 2005 года Стин выиграл чемпионство PWG, победив Эй Джея Стайлза на Zombies [Shouldn’t Run]. Стин удерживал титул почти четыре месяца, прежде чем проиграл его Джоуи Райану на Chanukah Chaos (The C’s Are Silent) из-за вмешательства Супер Дракона. Вражда Стина с Супер Дракона закончилась 16 декабря 2005 года на шоу Astonishing X-Mas, где он потерпел поражение в матче по правилам партизанская война.
С 2006 года Стин начал объединяться с Эль Дженерико, и они начали участвовать в матче за командные мировые чемпионства PWG. 29 июля 2007 года на ежегодном шоу Giant Size #4 Стин и Дженерико победили действующих командных чемпионов Пака и Родерика Стронга став мировыми командными чемпионами PWG. Они успешно защищали пояса почти три месяца, прежде чем в конечном итоге проиграли их команде Дэйви Ричардса и Super Dragon 27 октября в Англии в рамках тура PWG «European Vacation II». Следующей ночью Стин объединился с ПАКом в попытке вернуть пояса у Дракона и Ричардса, объявив перед матчем, что если он проиграет, то покинет компанию на неопределенный срок. Стин и ПАК проиграли, что привело к тому, что Стин покинул PWG.
Однако Стин вернулся в PWG и вместе с Эль Дженерико выиграли командные титулы во второй раз, на этот раз у Династии (Джоуи Райан и Скотт проиграли) 21 марта 2008 года в импровизированном матче. Стин и Дженерико стали первой командой в истории PWG, принявшей участие в ежегодном турнире «Dynamite Duumvirate Tag Team Title Tournament», защищавшей пояса в каждом своем матче. Но в финале турнира они проиграли титул Джеку Эвансу и Родерику Стронгу, тем самым положив конец своему второму командному рейну. В конечном счете, Стин покинул PWG после того, как возрос интерес со стороны ROH. По словам Стина, он не сможет выступать за ROH и PWG одновременно и поэтому он выбрал ROH из-за денег и известности.

### Ring of Honor (ROH)

#### Сюжетная линия с Эль Дженерико (2007—2010)
17 февраля 2007 года Стин вернулся в Ring of Honor, объединившись с Эль Дженерико проиграв Братьям Бриско. 14 апреля Марк Бриско вернулся в середине матча между Стином и Дженерико, а также его братом Джеем и Эриком Стивенсами. Однако дуэт атаковал Марка, и Стин удержал его после того, как провел ему package piledriver. 11 мая Стин (как хил) и Дженерико (как фейс) победили Джейсона Блейда и Эдди Эдвардса. На шоу Respect is Earned 1 июля Стин и Эль Дженерико победили ирландскую воздушно-десантную команду (Джейк и Дэйв Крист), Пелле Примо и Митча Франклина, а также Джимми Рэйва и Адама Пирса в командном поединке Scramble dark. В ту же ночь Стин и Эль Дженерико сражались с Братьями Бриско, в результате чего Марк Бриско получил легкое сотрясение мозга от удара стальным стулом. На шоу Driven 21 сентября, Братья Бриско победили Стина и Эль Дженерико и сохранили за собой мировые командные чемпионства ROH. 24 августа на «Caged Rage» в матче «Стальная клетка» Стин и Дженерико потерпели три поражения подряд от «Бриско», на «Manhattan Mayhem II» 25 августа в матче «два удержания из трех» и на шоу «Man Up» 30 ноября в лестничном матче. Их единственная командная победа над Бриско была одержана на шоу Death Before Dishonor V Night 1 в нетитульной Бостонской уличной драке.
6 июня 2008 года Стин и Дженерико приняли участие в однодневном турнире, чтобы стать новыми мировыми командными чемпионами ROH, победив Го Шиозаки и чемпиона мира ROH Найджела Макгиннесса в первом раунде, Криса Хиро и Адама Пирса во втором раунде, но проиграв в финале Джимми Джейкобсу и Тайлеру Блэку. 25 июля Стин встретился с мировым чемпионом ROH Найджелом Макгиннессом в титульном матче на дебютном шоу компании в Торонто, Онтарио, Канада, но Стин проиграл матч. На записях с pay-per-view в Бостоне 19 сентября Стин и Дженерико победили Age of the Fall и, наконец, выиграли Мировое командное чемпионство ROH. Это также выполнило обещание Стина выиграть титул в ROH перед шоу в Дейтоне 21 ноября. Они проиграли чемпионства Американским Волкам (англ. The American Wolves) (Эдди Эдвардс и Дэйви Ричардс) на телевизионной записи 10 апреля 2009 года.
19 декабря на первом pay-per-view в прямом эфире Final Battle, ROH, после поражения от Янг Бакс Стин хиллтернулся, атаковав своего командного партнёра Эль Дженерико. Затем Стин нашёл нового партнера в лице Стива Корино. На следующем pay-per-view The Big Bang! 3 апреля 2010 года Дженерико и Кабана победили Стина и Корино по дисквалификации, когда Стин ударил своего бывшего партнёра стулом. 19 июня на шоу Death Before Dishonor VIII Стин победил Эль Дженерико в одиночном матче. 11 сентября на Glory By Honor IX Дженерико и Кабана победили Стина и Корино в матче с двойной цепью, когда Кабана вынудил Корино сдаться. После матча Стин напал на Эль Дженерико и снял с него маску. 18 декабря на шоу Final Battle Стин и Дженерико закончили свою годичную вражду в несанкционированном бою без чести, где Стин поставил на кон свою карьеру в ROH против маски Дженерико. Однако Стину не понравилась эта идея, потому что он потерял бы деньги, если бы проиграл, но в конце концов он согласился на матч, потому что думал, что ROH будет использовать Дженерико как лучшего рестлера после вражды. В итоге Эль Дженерико выиграл матч и таким образом вынудил Стина покинуть ROH. Их фьюд был признан новостным бюллетенем Wrestling Observer Newsletter лучшим боем года.
4 ноября до исхода, контрактного соглашения Кевина Стина с Ring of Honor закончилось из-за финансовых проблем с бюджетом, которые в конечном итоге сыграли свою роль в условиях матча. Большую часть сюжетной линии соперничества Эль Дженерико Стин написал сам, хотя утверждает, что его плохие отношения с новым букером промоушена Джимом Корнеттом, который мало интересовался Стином и Дженерико, привели для него к большому разочарованию . Во время вражды букер ROH Адам Пирс пообещал Стину, что он будет в мейн ивенте шоу Final Battle, но мейн ивентом Корнетт сделал матч Дэйви Ричардса-Эдди Эдвардса, а Стина-Дженерико после шоу. Также Стин утверждает, что Корнетт «заморозил» его контракт ROH, полагая, что он также держит президента промоушена Кэри Силкина в неведении относительно того, когда Стин вернется.

#### Мировой Чемпион ROH (2011—2013)
Когда Стина отстранили от участия во многих шоу ROH, президент ROH Кэри Силкин все равно платил ему ежемесячно. Вскоре Корнетт сказал Стину, что его вернут через несколько месяцев, поэтому Стин похудел на 40 фунтов (18 кг), но когда ROH был продан, Корнетт сказал ему подождать ещё шесть месяцев. Стин был недоволен, и его вес подскочил до 291 фунта (132 кг). В феврале 2011 года его контракт истек. После подписания нового контракта с промоушеном, 26 июня 2011 года на шоу Best in the World, Стин вернулся на ROH будучи представлен Корино, который фейстернулся вскоре после ухода Стина из промоушена заявив, что ему тоже нужно искупление. Однако прежде чем он смог показать, что он изменился официальные лица ROH заставили его покинуть арену. После того, как Корино потерпел поражение от Майкла Элджина, Стин прибежал, чтобы спасти его от избиения со стороны группировки Дома Истины, но в итоге отвернулся от него и его спонсора Джимми Джейкобса. После этого Стина утащили с арены, а Джим Корнетт поклялся, что он никогда больше не будет выступать за промоушен ROH. Первоначальная идея состояла в том, чтобы представить Стина как рестлера, проходящего реабилитацию. Однако Стин отказался от этой идеи, потому что он «не хотел выглядеть как братья Бравадо». Хотя Стин был назначен главным героем сюжетной линии, фанаты приняли его сторону и вместо этого стали освистывать Корнетта. Сюжетная линия продолжилась до 22 июля, когда Стин вторгся на форум сайта ROH, написав посты, восхваляющие промоушен Pro Wrestling Guerrilla. 15 сентября форум ROH была «взломан», чтобы переслать видео, на котором Стин объявил о своем намерении присутствовать на шоу ROH Death Before Dishonor IX которые в пройдут следующие выходные.
На данном шоу 17 сентября Стин прервал матч между Эль Дженерико и Джимми Джейкобсом и вызвал Стива Корино, который в то время был занят рестлингом в Японии, и ему ничего не оставалось как провести Джейкобсу пауэрбомбу на апроне ринга. Затем Стин столкнулся с Джимом Корнеттом и президентом ROH Кэри Силкиным, которым прежде чем его вывела охрана с арены он попытался провести Пайлдрайвер. 5 ноября на эпизоде Ring of Honor Wrestling Стин вновь появился с талантом Ohio Valley Wrestling Кристианом Масканьи в качестве своего юрисконсульта, угрожая Джиму Корнетту и Ring of Honor судебным иском, если он не будет восстановлен в должности в течение трех недель. На эпизоде Ring of Honor Wrestling от 3 декабря Стину был предоставлен поединок со Стивом Корино на шоу Final Battle, где на кон будет поставлено его будущие в ROH. На шоу 23 декабря Стин победил Корино, тем самым вернув себе место в ROH. После этого он провел Джимми Джейкобсу упакованый пайлдрайвер, а затем тем же финишером отправил Эль Дженерико через стол. В конце вечера он встретился с Дэйви Ричардсом и пообещал стать мировым чемпионом ROH в 2012 году. 4 марта 2012 года на 10-м юбилейном шоу Стин победил Джимми Джейкобса в матче без ограничений и завершил показ pay-per-view, проведя ещё один поединок с Дэйви Ричардсом. Стин продолжил свою победную серию во время уикенда шоу Showdown in the Sun, сначала победив Эль Дженерико с помощью Джимми Джейкобса в матче Последнего стоящего на ногах 30 марта, а затем 31 марта Эдди Эдвардса в одиночном матче. 12 мая на шоу Border Wars, Стин победил Дэйви Ричардса и впервые своей карьеры выиграл Мировое чемпионство ROH, что сделало его первым канадцем, выигравшим данный титул.
После матча на ринг вышел Стив Корино и обнял Стина и Джейкобса; позже трое мужчин сформировали группировку, названную С.Х.У.Б. (Страдание, Хаос, Уродство и Беспредел) (англ. S.C.U.M.(Suffering, Chaos, Ugliness, and Mayhem)). 15 июня Стин провел свою первую успешную титульную защиту, победив Эдди Эдвардса. 24 июня на шоу «Best in the World 2012: Hostage Crisis» Стин победил Дэйви Ричардса и сохранил за собой титул чемпиона мира ROH. На следующем pay-per-view шоу «Boiling Point» 11 августа Стин успешно защитил свой титул против гранд-чемпиона Чикары Эдди Кингстона. 15 сентября на шоу Death Before Dishonor X: State of Emergency Стин провел ещё одну успешную защиту титула против Райно.[63] 6 октября, состоялся титульный поединок между Стином и Джеем Литалом который завершился безрезультатно в родном штате второго, Нью-Джерси, после чего Стин плюнул в родителей Летала, которые сидели у ринга. Спустя семь дней на следующем pay-per-view интернет-турнире, Glory By Honor XI: The Unbreakable Hope, Стин провел успешную защиту титула против Майкла Элгина. После матча Стину была доставлена коробка, в которой находилась маска Эль Дженерико. 16 декабря на шоу Final Battle 2012: Doomsday Стин успешно защитил титул чемпиона мира ROH против вернувшегося Эль Дженерико в лестничном матче. 2 марта 2013 года, на 11-м юбилейном шоу, Стин победил Джея Летала в титульном матче сохранив за собой мировое чемпионство ROH. 5 апреля на Supercard of Honor VII Стин проиграл свой титул чемпиона мира ROH Джею Бриско.

#### Последние фьюды (2013—2014)
На записи следующего вечера рестлинга Ring of Honor группировка S.C.U.M. включил Стина в свои ряды, а Корино объявил, что его больше не увидят в ROH. Однако, он вернулся в ROH 4 мая, теперь работая фейсом и заменив Джея Литала в командном матче, где Стин и Майкл Элгин встретились с Клиффом Комптоном из S.C.U.M. и Джимми Джейкобсом. Матч закончился тем, что Джейкобс закрепил победу за Стином, после чего Элгин вышел из него. Продолжая свое соперничество со S.C.U.M. 22 июня на шоу Best in the World 2013, Стин потерпел поражение от Мэтта Харди в матче без дисквалификации. На следующий день Стин заменил Бриско из-за травмы в матче Steel Cage Warfare и вынудил свою бывшую группировку покинуть ROH, несмотря на вмешательство Корино и Харди, когда он удержал Джимми Джейкобса, дабы выиграть матч и распустить S.C.U.M. 3 августа, Стин принял участие в турнире за вакантный титул чемпиона мира ROH, победив Брайана Кендрика в матче первого раунда. 17 августа Стин дошёл до полуфинала турнира, одержав победу над Родериком Стронгом.
20 сентября на турнире Death Before Dishonor XI Стин был выбит из него Майклом Элджином. После турнира Стин начал враждовать с Майклом Беннеттом. Они встретились 26 октября на Glory By Honor XII, где Беннетт одержал победу, отвлекшись от своей подруги Марии Канеллис. 14 декабря на Final Battle 2013 Стин победил Беннетта в поединке на носилках, где проигравший был бы вынужден прекратить использовать пайлдрайвер. 8 февраля 2014 года Стин заработал тайтл-шот в матче за мировое чемпионство ROH, победив Джея Летала, Майкл Элджин и Томмазо Чиампа  встретились в матче четырёх претендентов за право стать претендентом номер один.
10 мая в Торонто на Global Wars,Стин получил свой титульный поединок, но потерпел поражение от действующего чемпиона Адама Коула. После поражения от Синсукэ Накамуры на совместно спродюсированном iPPV Ring of Honor/New Japan Pro-Wrestling, «War of the Worlds» прошедшего 17 мая, Стин объявил, что покидает ROH. Это привело к тому, что Сайлас Янг оскорбил его и напал на него. 22 июня после победы над Янгом на турнире Best in the World 2014 Стин объявил, что его контракт истекает через «полтора месяца». На записях промоушена Ring of Honor от 19 июля Стин победил Стива Корино в своем последнем поединке в стенах ROH.

### Возвращение PWG (2010—2014)
В 2010 году когда Стин покинул ROH, его друг Супер Дракон попросил его вернуться в PWG, на что и согласился. 11 декабря 2010 года Стин сразился с Акирой Тозавой одержав за свою первую победу за два года в PWG. Итак после нескольких спорадических лет он вернулся к более заметной роли в компании, выступив всего пять выступлений в период с 2009 по 2010 год. 29 января 2011 года Стин потерпел поражение от Криса Хиро на ежегодном шоу PWG, спонсируемом WrestleReunion. Позже тем же вечером, после матча четырёх команд, чтобы определить, какая из четырёх команд примет участие в турнире DDT4 2011, Стин выбежал, дабы атаковать возможных победителей, RockNES Monsters (Джонни Гудтайм и Джонни Юма), и затем объявить о своем намерении выиграть турнир DDT4. 2 февраля 2011 года было объявлено, что Стин будет выступать в паре с Акирой Тозавой на турнире, который состоялся 4 марта. В своем матче первого раунда Стин и Тозава, известные под общим названием the Nightmare Violence Connection, одержали разгромную победу над Братьями Бриско (Джей и Марк Бриско). После очередной сокрушительной победы над мировыми командными чемпионами ROH, королями рестлинга (Крис Херо и Клаудио Кастаньоли), Стин и Тозава вышли в финал турнира, где проиграли Янг Баксам (Мэтт и Ник Джексон). 23 июля на шоу, посвященном восьмой годовщине PWG, Стин впервые победил ПАКа в одиночном матче, а затем объединился с CIMA, победив командных чемпионов PWG, Янг Баксов, в без титульном матче. После того, как Клаудио Кастаньоли победил Криса Хиро в главном событии вечера, сохранив титул чемпиона мира PWG, Стин вызвал его на поединок и в своем третьем матче за вечер победил его, выиграв мировое чемпионство PWG во второй раз. На следующем турнире 20 августа Стин принял участие в Battle of Los Angeles 2011 года, победив Дэйва Финли и Эдди Эдвардса в первом раунде и полуфинальных матчах. Позже тем же вечером Стин потерпел поражение в финале от своего старого соперника Эль Дженерико. Свою первую защиту на мирового чемпиона PWG Стин провел 10 сентября, победив бывшего чемпиона Дэйви Ричардса.
22 октября Стин проиграл титул мирового чемпиона PWG «Эль Дженерико» в лестничном матче из-за вмешательства «Янг Баксов». После матча более чем за три года впервые появился Супер Дракон, спасая Стина, они вдвоем приняли вызов Янг Баксов на поединок по правилам Guerrilla Warfare. 10 декабря Стин и Дракон, известные под общим названием команды «Аппетит к разрушению» (англ. «Appetite for Destruction»), победили Янг Бакс в данном типе матча и выиграли мировые командные чемпионства PWG. 17 марта Стин победил Эль Дженерико и Эдди Эдвардса в трехстороннем матче и в третий раз выиграл мировое чемпионство м PWG. 21 апреля Стин провел свою первую защиту титула, победив Сами Каллихана в открытом поединке. 25 мая Стин успешно провел титульную защиту мирового чемпионства PWG против Брайана Кейджа-Тейлора. В ту же ночь Стин и Драгон были отстранены от участия в матче за командные мировые чемпионства PWG после того, как Драгон был отстранен из-за перелома пятки. 21 июля на Threemendous III, девятом юбилейном турнире PWG, Стин провел свою третью успешную защиту мирового чемпионства PWG против Вилли Мака. 1 сентября на шоу Battle of Los Angeles 2012 Стин выбыл в первом раунде в матче против Рикошета, после того, как отвлекся от Брайана Кейджа. Перед тем, как у него его чемпионский пояс был украден победителем Битвы за Лос-Анджелес 2012 года Адамом Коулом, Стин успешно защитил его в трехстороннем матче против Майкла Элгина и Рикошета 27 октября, после чего он вызвал Коула на поединок 1 декабря. 1 декабря Стин проиграл мировое чемпионство PWG Адаму Коулу на поединок по правилам Guerrilla Warfare match.
После того, как Эль Дженерико согласился на сделку с WWE, он и Стин воссоединились ещё раз 12 января 2013 года, приняв участие в турнире Dynamite Duumvirate Tag Team Title 2013. После побед над Братьями Бриско и Future Shock (Адам Коул и Кайл О'Райли), в финале турнира они проиграли Янг Баксам. 31 августа Стин хиллтернулся и сформировал новую группировку под названием «Гора Рашмор рестлинга» (англ."The Mount Rushmore of Wrestling") с чемпионом мира PWG Адамом Коулом и мировыми командными чемпионами PWG Янг Баксами. 26 июля 2014 года Стин потерпел поражение от Тревора Ли в своем прощальном матче PWG.

### World Wrestling Entertainment (WWE) (2014—н.в.)

#### Чемпион NXT (2014—2015)
12 августа 2014 года WWE объявила, что Стин подписал с ними контракт и 25 августа должен будет отправиться в подготовительную систему NXT. В его новом псевдониме была изменена только фамилия на Оуэнс, означая дань уважения своему сыну Оуэну (который назвал в честь Оуэна Харта), и с 20 ноября NXT начал показывать промо-ролики, дабы раскрутить его предстоящий дебют. Также Оуэнс подробно рассказал, что прежде чем попасть в WWE, он в течение 14 лет выступал на независимых сценах, столкнувшись (и подружившись) с несколькими действующими рестлерами WWE или NXT которых подписали много лет назад, но WWE подписала их первыми — и заявил, что, несмотря на все эти дружеские отношения, теперь он будет драться с кем угодно и со всеми, потому что реслинг является для него лучшим способом, которым он может обеспечить свою семью.
11 декабря на шоу NXT TakeOver: R Evolution Оуэнс победил Си Джея Паркера в своем дебютном матче, в котором Паркер законно сломал ему нос Третьим глазом (удар ладонью).; позже той ночью, когда Сами Зейн (бывший Эль Дженерико) выиграл Чемпионство NXT, Оуэнс вышел на ринг, чтобы поздравить Зейна, прежде чем провести ему пауэрбомбу на апроне ринга, зарекомендовав себя как хила в процессе. На эпизоде NXT от 18 декабря Оуэнс выступил с бывшим Чемпион NXT Эдрианом Невиллом сделав поединок по двойному отсчету и после матча провел Невиллу пауэрбомбу на апрон. После ещё одной послематчевой атаки Оуэнса на Зейна., разгневанный Зейн потребовал поединка против Оуэнса, но Оуэнс отказался выступать, если это не было связано с чемпионским титулом — Зейн согласился, и титульный матч был назначен для NXT TakeOver: Rival. На данном шоу прошедшего 11 февраля 2015 года, спустя два месяца после его дебюта, Оуэнс отобрал чемпионство у Зейна с помощью остановки рефери после неоднократных ударов дезориентированного Зейна. На эпизоде NXT от 25 марта он успешно сохранил титул чемпиона NXT против Финна Балора. На NXT TakeOver: Unstoppable 20 мая состоялся матч-реванш Оуэнса за титул против Зейна завершился безрезультатно после того, как Оуэнс продолжал избивать травмированного Зейна, пока его не остановил дебютировавший на бренд Самоа Джо. После нескольких недель напряженности между ними, Оуэнс встретился с Джо на эпизоде 17 июня NXT. После того, как матч закончился безрезультатно, эти двое продолжали ссориться до тех пор, пока их не пришлось разнимать.
На специальном шоу WWE Network 4 июля The Beast in the East, проходившем в Токио, Оуэнс проиграл титул чемпиона NXT Балору, завершив свой рейн в 143 дня. 22 августа на NXT TakeOver: Brooklyn Оуэнс провел матч-реванш за титул в лестничном матче против Балора, но ему не удалось вернуть титул в своем последнем матче и появлении в NXT. Находясь в основном ростере в качестве чемпиона NXT, Оуэнс успешно защитил свой титул против Зака Райдера во время открытого вызова за титул чемпиона NXT на эпизоде SmackDown от 4 июня, против Невилла на эпизоде Raw от 8 июня и против Хита Слейтера в эпизоде Main Event от 12 июня.

#### Интерконтинентальный чемпион и образ борца за призы (2015—2016)
"Любите его или ненавидьте, вы не можете отрицать его влияние на первые шесть месяцев 2015 года – или гадать, как высоко он поднимется к концу года. Это реслинг, ребята. Это Кевин Оуэнс".
18 мая на эпизоде Raw Оуэнс дебютировал в основном ростере, отвечая на открытый вызов Джона Сины за титул чемпиона США, но вместо того, чтобы участвовать в матче, он атаковал Сину и растоптал его титул чемпиона Соединённых Штатов в знак неуважения, устроив нетитульный матч между ними на шоу Elimination Chamber прошедшего 31 мая, который Оуэнс выиграл чисто удержав Сину. 14 июня между ними состоялся матч-реванш на шоу Money in the Bank, в котором выиграл Сина, и после матча, Оуэнс провел Сине пауэрбомбу на апрон ринга. Позже Оуэнс вызвал Сину на титульный матч за звание чемпиона Соединённых Штатов, который состоялся на Battleground 19 июля, в котором Сина выиграл сабмишном, тем самым положив конец их вражде. После поражения от Сины Оуэнс вступил во вражду с Сезаро, победив его в двух матчах — на SummerSlam 23 августа и на эпизоде Raw восемь дней спустя.
20 сентября на Night of Champions Оуэнс победил Райбека и завоевал свой первый титул в одиночном забеге основного ростера — Интерконтинентальное Чемпионство. 3 октября состоялась первая защита титула Оуэнса в специальном выпуске WWE Network в прямом эфире из Мэдисон-сквер-Гарден, где Оуэнс победил Криса Джерико. 25 октября в Hell in a Cell Оуэнс успешно защитил чемпионский титул в матче-реванше против Райбека. Затем Оуэнс принял участие в турнире за вакантный титул чемпиона мира WWE в тяжёлом весе, в котором он победил Тайтуса О’Нила и Невилла, но проиграл Дину Эмброузу в полуфинале на шоу Survivor Series 22 ноября. Затем Оуэнс вступил во вражду с Эмброузом, где он проиграл ему Интерконтинентальное Чемпионство на шоу TLC: Tables, Ladders & Chairs 13 декабря, завершив свой рейн спустя 84 дня. Начиная с 2016 года, Оуэнс несколько раз безуспешно сражался с Эмброузом за данный титул. 24 января Оуэнс принял участие в Royal Rumble матче 2016 года на pay-per-view одноимённого матча, но потерпел неудачу после того, как был выбит Сами Зейном.
Следующей ночью на Raw Оуэнс вступил во вражду с Дольфом Зигглером, одержав две обменивающие победы друг над другом на двух эпизодах Raw подряд. На эпизоде Raw от 15 февраля Оуэнс во второй раз выиграл Интерконтинентальное Чемпионство, победив бывшего чемпиона Дина Эмброуза, Стардаста, Тайлера Бриза и Зигглера в фатальном пятистороннем поединке. На Fastlane 21 февраля Оуэнс успешно защитил Интерконтинентальный титул против Зигглера. 3 апреля на WrestleMania 32, Оуэнс проиграл титул Заку Райдеру в лестничном матче с участием семи человек. Потом он возобновил вражду со своим давним соперником Сами Зейном после того, как тот напал на него на Raw, что привело их к матчу на Payback 1 мая, где Оуэнс победил Зейна. На Extreme Rules 22 мая Оуэнс встретился с Зейном, Сезаро и Мизом в фатальном четырёхстороннем матче за Интерконтинентальное чемпионство, но не смог вернуть титул, в моменте когда Миз удержал Сезаро. Следующей ночью на Raw Оуэнс победил Эй Джей Стайлза, дабы квалифицироваться на матч с лестницами Money in the Bank 2016 года, но выиграть матч на шоу 19 июня ему не удалось.

#### Чемпион Вселенной и союз с Крисом Джерико (2016—2017)
"Я думаю, Стефани [Макмэн] хочет, чтобы Raw было лучшим шоу из возможных, и если вы этого хотите, вы должны выбрать меня, потому что я - лучшее, что происходит, [...] Но то, что меня выбрали там, где я был, это было своего рода пощечиной, честно говоря, но я буду использовать это как мотивацию, чтобы показать всем, почему я должен быть лицом бренда Raw ".
Во время драфта WWE 2016 года Оуэнс был задрафтован на бренд Raw. И на Battleground 24 июля Оуэнс потерпел поражение от Зейна. 21 августа на SummerSlam Оуэнс объединился с Крисом Джерико, победив Энзо Аморе и Биг Касса. На эпизоде Raw от 22 августа Оуэнс победил Невилла, в матче за претенденство на вакантный титул Вселенского Чемпиона в четырёхстороннем матче на выбывании который пройдет на следующей неделе. 29 августа на эпизоде Raw от Оуэнс выиграл Вселенское Чемпионство победив Биг Касса, Романа Рейнса и Сета Роллинса после вмешательства Трипл Эйча, данный титул является его первым титулом мирового чемпиона в WWE. В период с сентября по октябрь Оуэнс успешно защитил титул против Роллинса, сначала в одиночном матче на Clash of Champions 25 сентября, а затем в матче «Ад в клетке» на pay-per-view «одноименного шоу» которое состоялось 30 октября где оба раза вмешивался Джерико. Позже Оуэнс и Джерико были объявлены сокапитанами Команды Raw на традиционном матче Survivor Series против Команды SmackDown, наряду с Брауном Строуманом, Романом Рейнсом и Сетом Роллинсом на Survivor Series которое прошло 20 ноября. На данном шоу, Команда SmackDown вышла победителем.
Следующей ночью на Raw Оуэнс победил Роллинса в матче без дисквалификации, снова сохранив чемпионство после вмешательства Джерико. Затем Чемпион WWE Соединённых Штатов Рейнс бросил вызов Оуэнсу, который заявил, что ему не нужна помощь Джерико против него, и Оуэнс потерпел свое первое поражение от удержания. С тех пор как стал чемпионом после поражения в нетитульном матче от Рейнса в ту же ночь, таким образом, Рейнс выиграл право в матче за звание чемпиона Вселенной WWE против Оуэнса на шоу Roadblock: End of the Line. На шоу 18 декабря, после того, как Джерико не смог помочь победить Роллинса, Оуэнс сохранил чемпионство из-за дисквалификации, когда Джерико намеренно атаковал его проведя ему Codebreaker. Это привело к тому, что матч-реванш Рейнса на pay-per-view шоу Royal Rumble проходил при условии, что Джерико (который удержал Рейнса в гандикап-матче с участием Оуэнса, выиграв чемпионство Соединённых Штатов на эпизоде Raw от 9 января 2017 года), будучи подвешенным над рингом в акулий клетке. 29 января на шоу Royal Rumble, Оуэнс победил Рейнса в матче без дисквалификации после вмешательства Брауна Строумана. Следующей ночью на Raw Оуэнс защитил титул против Строумана (который показал, что помог Оуэнсу сохранить Чемпионство Вселенной WWE из-за его неприязни к Рейнсу и потому, что Оуэнс пообещал ему титульный бой) и снова сохранил титул после того как его, и Строумана атаковал Рейнс. На эпизоде Raw от 6 февраля Голдберг вызвал Оуэнса на чемпионский матч на шоу Fastlane, который Джерико принял его от имени Оуэнса., к большому его разочарованию. На эпизоде Raw от 13 февраля Джерико устроил «Фестиваль дружбы» для Оуэнса, который тот не был впечатлен идеей Джерико о юморе и вместо этого преподнес Джерико новый список в качестве подарка, но когда Джерико понял, что это был «Список KO» и что он был первым в этом списке, Оуэнс хиллтернулся на Джерико и злобно атаковал его. На Fastlane 5 марта Оуэнс проиграл титул Голдбергу за 22 секунды после отвлекающего манёвра Джерико, тем самым завершив свое чемпионский рейн в 188 дней.

#### Чемпион Соединенных Штатов и команда с Сэми Зейном (2017—2019)
Следующей ночью на Raw Оуэнс принял вызов Джерико на матч на Рестлмании 33 2 апреля при условии, что Джерико будет защищать титул чемпиона Соединённых Штатов, который Оуэнс выиграл впервые в своей карьере. На эпизоде SmackDown Live от 11 апреля, Оуэнса обменяли на бренд SmackDown в рамках Встряски суперзвезд WWE 2017 года (англ. 2017 WWE Superstar Shake-up). Оуэнс, который все ещё будет защищать свой недавно завоеванный титул против Джерико на Payback, победитель также отправится на SmackDown, затем он начал называть себя «Лицом Америки», а также начал выглядеть по-другому, подстриг бороду и волосы, одетый в костюм. На «Payback» 30 апреля Оуэнс вернул титул Джерико, тем самым завершив свой рейн спустя 28 дней. Однако Оуэнс вернул себе титул на эпизоде SmackDown Live от 2 мая, победив Джерико, а затем атаковав и травмировав его после матча. На шоу Backlash 21 мая Оуэнс победил Эй Джей Стайлза по отсчету и сохранил за собой титул чемпиона США. Позже Оуэнс был объявлен одним из участников лестничного матча Money in the Bank на одноимённом шоу которое прошло 18 июня вместе с Сами Зейном, Синсукэ Накамурой, Стайлзом, Дольфом Зигглером и Барон Корбином, последний который вышел победителем матча.
7 июля во время хаус шоу в Мэдисон-Сквер-Гарден Оуэнс проиграл титул чемпиона Соединённых Штатов Стайлзу, завершив свой второй рейн через 66 дней, но вернул его на Battleground который прошёл 23 июля и снова проиграл Стайлзу спустя два дня на SmackDown в матче тройной угрозы, который включал в себя недавно вернувшего Криса Джерико. На следующей неделе Оуэнс получил матч-реванш, в котором Стайлз остался после того, как судья не увидел поднятого плеча Оуэнса из-за его случайного удара ранее в матче. После матча Оуэнс потребовал матча-реванша с компетентным должностным лицом. Затем генеральный менеджер SmackDown Live Дэниел Брайан организовал матч между Оуэнсом и Стайлзом за чемпионство Соединённых Штатов на Саммерсламе, с участием комиссара Шейна Макмэна в качестве специального приглашенного рефери. За это время Оуэнс отказался от гиммика «Лицо Америки» и вернулся к образу борца за призы, сбросив оба костюма, американо-ориентированные промо-ролики и его стремление к чемпионству Соединённых Штатов. На SummerSlam 20 августа Оуэнс потерпел поражение от Стайлза в матче, где оба рестлера спорили с Шейном по поводу его решений. На эпизоде SmackDown Live от 22 августа Оуэнс потребовал ещё одного матча-реванша, который разрешил Шейн, с Бароном Корбином в качестве специального приглашенного рефери, но снова потерпел неудачу, после того как Корбин покинул матч, а Шейн взял верх, отвлекая Оуэнса достаточно, чтобы Стайлз извлек выгоду и выиграл матч. Это также означало, что до тех пор, пока Стайлз владел титулом, Оуэнс не мог снова бросить вызов Стайлзу за титул, тем самым положив конец своей вражде со Стайлзом.
На эпизоде SmackDown Live от 5 сентября Оуэнс потребовал у Шейна ещё один шанс в матче за Чемпионство Соединённых Штатов; но Шейн отказал ему и тогда Оуэнс стал оскорблять его детей, заставив его напасть на Оуэнса. Что в результате Шейн был отстранен, а Брайан объявил, что Мистер Макмэн должен будет прийти на SmackDown Live на следующей неделе. На Hell in a Cell 8 октября Оуэнс победил Шейна в матче по правилам «Ад в камере»(и удержание где угодно) после вмешательства Зейна, который также хиллтернулся, чтобы вовремя столкнуть Оуэнса с комментаторского стола, когда Шейн попытался совершить на нем Прыжок Веры (англ.Leap of Faith) c крыши клетки. На следующем эпизоде SmackDown Live Зейн затем назвал Оуэнса своим «братом», после того как рассказал, почему он помог Оуэнсу, а не позволил Шейну победить. На Survivor Series 19 ноября Оуэнс и Зейн напали на Шейна Макмэна во время мейн ивента шоу, что привело к неприятным последствиям после того, как Макмэн атаковал обоих стальным стулом, а Ортон провел Оуэнсу RKO. На Clash of Champions прошедшего 17 декабря Оуэнс и Зейн победили Ортона и Синсукэ Накамуру в командном матче с их работой на кону и с Макмэном и Брайаном в качестве специальных приглашенных судей, после того, как Брайан быстро отчитывал удержание до трех. В 2018 году оба будут выступать за Чемпионство WWE Эй Джей Стайлза; сначала в гандикап матче на Royal Rumble 28 января, а затем на Fastlane 11 марта, где они выступали в шестистороннем матче, в котором также участвовали Дольф Зигглер, Барон Корбин и Джон Сина, но оба раза потерпели неудачу. После этого они продолжили свою вражду против Брайана и Макмэна, кульминацией которого стал командный матч на Рестлмании 34 прошедшего 8 апреля, где Брайан спустя несколько лет вернулся на ринг, потерпев поражение после того, как Брайан взял Зейна на болевой. Ночью после Рестлмании 34 Оуэнс, теперь являясь свободным агентом, появился на Raw вместе с Зейном и спросил генерального менеджера Raw Курта Энгла что им нужна работа. Хоть и неохотно, Энгл устроил матч между Оуэнсом и Зейном, в котором тот, кто победит в матче, получит контракт Raw, но матч закончился безрезультатно, и Оуэнс и Зейн вновь остались свободными агентами. Однако это решение было отменено на следующей неделе, поскольку оба рестлера получили контракты от Raw, благодаря комиссару бренда Стефани Макмэн. На эпизоде Raw от 7 мая он проиграл отборочный матч лестничного матча шоу Money in the Bank Брауну Строуману. На Backlash 6 мая Оуэнс и Зейн потерпели поражение в командном матче от Строумана и Лэшли. На эпизоде Raw от 14 мая, 17 июня ему была вновь предоставлена ещё одна возможность претендовать на место в лестничном матче Money in the Bank, который он выиграл, победив Лэшли и Элайаса в матче тройной угрозы. На этом шоу лестничный матч выиграл Браун Строуман.
В последующие недели Оуэнс безуспешно пытался наладить партнёрские отношения со Строуманом, чтобы заменить им травмированного Сами Зейна, что привело к тому, что Строуман уничтожил машину Оуэнса. На Extreme Rules прошедшего 15 июля в матче по правилам стальной клетки Оуэнс победил Строумана после того, как он выбросил Оуэнса с верхней части клетки на комментаторский стол, что означало, что Оуэнс' так как его ноги коснулись пола первыми, что сделало его победителем матча. На эпизоде Raw от 23 июля комиссар бренда Стефани Макмахон предоставила Кевину Оуэнсу возможность встретиться со Строуманом на SummerSlam при условии, что если Оуэнс победит, то он получит контракт Money in the Bank Строумана. На данном шоу 19 августа Оуэнс проиграл Строуману. На эпизоде Raw от 27 августа, после неудачной попытки выиграть Интерконтинентальное Чемпионство у Сета Роллинса, Оуэнс сел в середине ринга и произнес слова «Я ухожу». Однако на эпизоде Raw от 3 сентября Оуэнс вернулся, чтобы атаковать Бобби Лэшли. На Super Show-Down прошедшего 6 октября, в том, что изначально планировалось как одиночный матч между Оуэнсом и Синой, но вместо этого он объединился с Элайясом в проигрышной попытке против Лэшли и Сины и на следующем эпизоде Raw, Оуэнс потерпел поражение от Лэшли. На следующий день WWE сообщила, что Оуэнс получил травмы обоих колен, которые потребовали операции.
26 февраля 2019 года на эпизоде SmackDown Live Оуэнс вернулся в качестве фейса, заменив Кофи Кингстона в матче за Чемпионство WWE на шоу Fastlane против Дэниела Брайана по приказу Винса Макмэна. На pay-per view 10 марта к матчу был добавлен вернувшийся Мустафа Али, таким образом, этот матч, стал матчем тройной угрозы, и Оуэнс не смог выиграть титул после того, как Брайан удержал Али. После Рестлмании 35 Оуэнс начал сюжетную линию, где он поздравил Кофи Кингстона с победой в матче за чемпионство WWE и присоединился к New Day в качестве их почетного третьего участника, поскольку Биг И восстанавливался после травмы. Однако, поскольку Дэниел Брайан получил травму на Рестлмании, SmackDown нуждался в хиле высшего уровня, поэтому в эпизоде SmackDown Live от 23 апреля Оуэнс набросился на Кингстона и напал на него и Ксавье Вудса, заявив, что он хочет Чемпионство WWE, тем самым превратив его обратно в хила. Затем Оуэнс бросил вызов Кингстону за титул чемпиона WWE на Money in the Bank 19 мая в проигрышной попытке. На Stomping Grounds 23 июня Оуэнс объединился с Сами Зейном, победив Биг И и Ксавье Вудса.

#### Различные фьюды (2019—2022)
На эпизоде SmackDown Live от 2 июля Оуэнс поставил под сомнение решения Шейна Макмэна и его коварную тактику, прежде чем они были прерваны Дольфом Зигглером, что привело к тому, что Макмэн забронировал им место в командном матче, который они проиграли из-за недопонимания. На следующей неделе Оуэнс заявил о своем отвращении к постоянному доминированию Макмэна на телевидение и прежде чем сбежать, Макмэн вызвал охрану. Позже той ночью Оуэнс вмешался в матч Зигглера против Романа Рейнса и провел Макмэну станнер, тем самым снова став фейсом. На шоу Extreme Rules прошедшего 14 июля, Оуэнс победил Зигглера за 17 секунд. На Smackville прошедшего 27 июля Оуэнс победил одного из союзников Макмэна Элайяса. На SummerSlam 11 августа Оуэнс победил Макмэна в матче с условием, в котором, если бы Оуэнс проиграл бы, то был бы уволен. Затем Оуэнс был объявлен как участник турнира «Король ринга», проиграв Элайасу в первом раунде, где в качестве специального приглашенного рефери выступал Макммэн. На эпизоде SmackDown Live от 10 сентября Макмэн уволил Оуэнса после того, как Макмэн нокаутировал Чада Гейбла в их полуфинальном матче «Король ринга», где Оуэнс выступал в качестве специального приглашенного рефери. На следующей неделе Оуэнс присутствовал на шоу в качестве зрителя, где он также подал (кейфебно) иск против Макмэна о неправомерном прекращении . 4 октября, во время 20-й годовщины SmackDown, Оуэнс победил Макмэна в лестничном матче, где на кону карьера обоих мужчин. И согласно предматчевому соглашению, Макмэн был уволен из WWE.
11 октября Оуэнс в рамках драфта вернулся на бренд Raw. 23 ноября на NXT TakeOver: WarGames Оуэнс разово появился в качестве таинственного четвёртого партнёра Томмазо Чиампы в матче WarGames против Undisputed Era (Адам Коул, Бобби Фиш, Кайл О'Райли и Родерик Стронг), где Команда Чиампы в итоге одержала победу. На Survivor Series 24 ноября Оуэнс вошёл в состав Команды Raw, проиграв Команде SmackDown, в которой также участвовала Команда NXT. Следующей ночью на Raw, Оуэнс начал вражду с Сетом Роллинсом и стал мишенью для нападений Роллинса и его союзников АОП (Авторов Боли) (Акама и Резара). 26 января 2020 года Оуэнс принял участие в матче Royal Rumble выйдя под номером 27, но был выбит Роллинсом. Затем Роллинс вызвал Оуэнса на матч на Рестлманию 36, в которой Оуэнс одержал победу, дабы положить конец их вражде. На пре-шоу на The Horror Show at Extreme Rules прошедшего 19 июля где Оуэнс победил Мерфи, союзника Роллинса. После этого Оуэнс начал программу с Алистером Блэком. После нескольких матчей друг против друга, Оуэнс победил Блэка на эпизоде Raw от 12 октября, чтобы положить конец их вражде.
В октябре 2020 года в рамках драфта Оуэнс был задрафтован на бренд SmackDown. На эпизоде SmackDown от 30 октября он победил Дольфа Зигглера, чтобы пройти квалификацию в Команду SmackDown на Survivor Series. На шоу 22 ноября Команда SmackDown вчистую проиграла Команде Raw. Затем Оуэнс возобновил свой фьюд с Романом Рейнсом, бросив ему вызов за Вселенское чемпионство на шоу TLC прошедшего 20 декабря и снова на Royal Rumble 31 января 2021 года, но оба раза потерпел поражение из-за помощи от Джея Усо и Пола Хеймана. 11 апреля на втором вечере Рестлмании 37, Оуэнс победил Сами Зейна и атаковал Пола Логана после матча. На Hell in a Cell прошедшего 20 июня Оуэнс проиграл Зейну. После короткого перерыва, 2 июля Оуэнс вернулся на эпизод SmackDown, победив Зейна в их последнем матче, чтобы квалифицироваться в лестничном матче Money in the Bank одноимённого шоу. На данном шоу прошедшего 18 июля Оуэнсу не удалось снять кейс с контрактом, так как его выиграл Биг И.
В рамках драфта 2021 года Оуэнс был задрафтован под брендом Raw. На эпизоде Raw от 1 ноября Оуэнс вступил в сюжетную линию с Чемпионом WWE Биг И и Сетом Роллинсом после того, как Биг И одержал победу над Оуэнсом после их матча без титула на кону. Впервые с 2019 года на следующей неделе Оуэнс напал Биг И после матча первого с Роллинсом, тем самым хиллтернувшись. На следующей неделе Оуэнс атаковал Финна Балора, закрепив свой статус хила. На эпизоде Raw от 29 ноября Оуэнс победил Биг И, по дисквалификации добавив его к матчу за Чемпионство WWE на pay-per-view Day 1, что сделало его матчем с тройной угрозы. Однако на данном шоу прошедшее 1 января 2022 года, Оуэнсу не удалось завоевать титул, так как в матч были добавлены ещё двое рестлеров Бобби Лэшли и Брок Леснар последний который выиграл титул. На эпизоде Raw от 7 марта Оуэнсу вместе Роллинсом не удалось завоевать командные титулы Raw в матче тройной угрозы против РКО-Бро и Академии Альфа. Позже тем же вечером Оуэнс объявил, что он проводит «Шоу КО» на WrestleMania 38 и пригласил «Ледяную Глыбу» Стива Остина в качестве гостя, который принял приглашение на следующий день. 2 апреля в мейн ивенте в первого вечера Рестлмании 38 Оуэнс показал, что приглашение на шоу было уловкой, чтобы вызвать Остина на импровизированный поединок без ограничений, который спустя 19 лет после его выхода на пенсию он принял его. После поражения от «Остина» Оуэнса вывели со стадиона сотрудники полиции Далласа.
В следующем эпизоде Raw после WrestleMania Оуэнс, признал, что совершил ошибку, вызвав Остина на поединок, но его промо было прервано чисто выбритым Элайасом, который тот утверждал, что он Иезекииль и является младшим братом Элайаса. В последующие недели на Raw Оуэнс вступил с ним во вражду, отказываясь верить в то что он является братом Элайаса и думая, что на самом деле он и есть Элайас. На эпизоде Raw от 23 мая Оуэнс вызвал Иезекииля на поединок на шоу Hell in a Cell, который он принял. На данном шоу прошедшего 5 июня Оуэнс победил Иезекииля. На эпизоде Raw от 8 августа, Оуэнс вывез Иезекииля на носилках с арены после того, как атаковал проведя ему пауэрбомбу на апроне ринга прием, который он не использовал годами, тем самым положив конец их вражде. Это было последнее появление персонажа Иезекииля в WWE, поскольку впоследствии он вернулся к выступлениям под псевдонимом гиммика Элайас.

#### Возвращение к образу Призового борца (2022 — по настоящее время)
На Raw Оуэнс, не державший чемпионского титула в WWE более пяти лет, сказал, что пришло время вернуть к образу «Призового бойца». 22 августа на эпизоде Raw, вернувшись со своим старым выходом на титантроне и майке с надписью «KO» из клейкой ленты, он ответил на открытый вызов от Академии Альфа и победил Чеда Гейбла, а затем отразил атаку Гейбла и Отиса, ставший фейсом в процессе. 19 сентября на Raw Оуэнс получил помощь от Джонни Гаргано во время его матча с Остином Тиори, что привело к закулисному спору с Академией Альфой, в ходе которого Оуэнс и Гаргано приняли вызов Гейбла на командный матч на следующей неделе. На следующих неделях Raw Оуэнс и Гаргано, которые называли себя Panda Express во время своего пребывания на инди-сцене, несмотря на то, что они на самом деле не объединялись вместе, победили Академию Альфу. На Survivor Series WarGames прошедшего 26 ноября Оуэнс вместе с The Brawling Brutes и Дрю Макинтайром проиграл Bloodline в матче WarGames.

## Другие медиа
В 2012 году Ring of Honor (ROH) выпустили набор из двух дисков под названием Kevin Steen: Ascension to the Top, посвященный его первым двум годам в промоушене, и Kevin Steen: Descent into Madness, охватывающий его сольный тур с 2009 по 2010 год. В 2013 году ROH выпустила DVD под названием Kevin Steen: Hell Rising, который включал как его лучшие матчи в промоушене, так и его шут-интервью со съемочной группой, в котором Стин подробно рассказал о своих отношениях с Джимом Корнеттом и о том, как он относился к его букингу в ROH. Вскоре после его выпуска данное DVD был изъято из интернет-магазина ROH. Но во время рождественского сезона 2013 года оно вновь стало доступным. После своего ухода из Ring of Honor, промоушен выпустил ещё один набор из трех дисков под названием Thanks Steen Thanks, в котором были представлены матчи с конца его чемпионства и до финального матча с компанией.
Также Оуэнс является игровым персонажем в видеоиграх, таких как WWE 2K16, WWE 2K17, WWE 2K 18, WWE 2K 19, WWE 2K 20 и WWE 2K22.

## Личная жизнь
В 2007 году Стин женился на Карине Ламер. У них есть сын по имени Оуэн (названный в честь Оуэна Харта, причем Стин посвятил ему свой рингнейм WWE как своему сыну, так и Харту) и дочь по имени Элоди Лейла. В мае 2008 года в конце шоу DDT4 Night One шестимесячный сын Стина появился на эпизоде с Экскалибуром, в котором Экскалибур назвал сына Стина «уродливым», что побудило Стина провести ему три пайлдрайвера, положив своего сына на Экскалибура и удерживая его отчитывая до трех.
Близким другом Стина является канадский рестлер сирийского происхождения Рами Себея, в настоящее время более известного в WWE как Сами Зейн, причем экранные персонажи неоднократно объединялись или враждовали друг с другом с тех пор, как они впервые встретились в 2002 году.
Стин является поклонником канадской кантри-певицы Шанайи Твейн. Они познакомились на ее концерте в Монреале в 2018 году, где он присоединился к ней на сцене, а она пообещала, что споет для него свою песню «When», если он победит своего тогдашнего соперника Брауна Строумана.

## В реслинге
- Завершающие приемы
  - Как Кевин Оуэнс
    - Пауэрбомба на апрон[106][122]
    - Pop-up Пауэрбомба[1]
    - Станнер — 2019-настоящее время[1]

  - Как Кевин Стин
    - Стинализатор (Package fallaway powerbomb)
    - F-Cinq (Fireman’s carry facebuster) — 2012—2014
    - Упаковочный пайлдрайвер — 1999—2014
    - Кроссфэйс — 2010
    - Шарпшутер
- Коронные приемы
  - Bullfrog splash[294] (Frog splash) — 2016 — настоящее время используется как завершающий прием[295][296][297][298]
  - Go Home Driver (Scoop lift girado en un over the shoulder belly to back piledriver)
  - Steen Breaker (ROH/PWG) (Pumphandle neckbreaker) (WWE)
  - Sidewinder Suplex (Spinning leg hook belly to back suplex)
  - Back body drop[2]
  - Running jumping leg drop[2]
  - 450° splash[2]
  - Fisherman buster[2]
  - Diving somersault[2]
  - Moonsault
  - Варианты пауэрслэма
    - Scoop a un oponente cargando
    - Running
    - Fallaway
    - Full Nelson
    - Package
    - Side

  - Kneeling backbreaker[2]
  - Cannonball[2]
  - Muscle buster
  - Безрукое инзигури
    - Аргентинский некбрейкер[2]

  - Бейли ту Бейли суплекс[2]
  - Death Valley driver[2]
  - Fireman carry cutter[2]
  - Pumphandle slam
  - Running corner slingshot
  - elbow drop
  - Running senton
  - Sitout scoop slam piledriver
  - Somersault leg drop
  - STF
  - Superkick[2]
- Прозвище
  - Как Кевин Оуэнс[101]
    - «K.O.»[106]
    - «The Prizefighter»[279]
    - «The Headlock Master»[299]
    - «The New Face of America»[300][301]
    - «Big O»

  - Как Кевин Стин
    - «The Anti-Christ of Pro Wrestling»[302]
    - «The Kid»[2]
    - «Mr. Wrestling»[2]
    - «Wrestling’s Worst Nightmare»[2]

## Титулы и награды
- All American Wrestling
  - AAW Heavyweight Championship (1 раз)[303][304]
- Capital City Championship Combat
  - C*4 Championship (1 раз)[305]
  - C*4 Tag Team Championship (1 раз) — с Майком Бейли[306]
  - Победитель турнира C4 Championship (2009)[307]
- Combat Revolution Wrestling
  - CRW Tag Team Championship (1 раз) — с Пэтом Скиллзом[308]
- Combat Zone Wrestling
  - CZW Iron Man Championship (1 раз)[309][310]
- Elite Wrestling Revolution
  - EWR Heavyweight Championship (1 раз, вступительный)[311]
  - Elite 8 (2005)[312]
  - Победитель турнира EWR Championship (2004)[313]
- International Wrestling Syndicate
  - IWS Canadian Championship (1 раз)[305][314]
  - IWS World Heavyweight Championship (3 раза)[315][316][317]
- North Shore Pro Wrestling
  - NSPW Championship (1 раз)[305]
- Pro Wrestling Guerrilla
  - PWG World Championship (3 раза)[42][87][318][319]
  - PWG World Tag Team Championship (3 раза) — с Эль Дженерико (2) и Супер Драконом (1)[86][320][321][322]
- Pro Wrestling Illustrated
  - PWI ставит его под №10 в списке 500 лучших рестлеров в 2013 году[323]
  - PWI ставит его под №10 в списке 500 лучших рестлеров в 2015 году[324]
  - PWI ставит его под №3 в списке 500 лучших рестлеров в 2017 году[325]
- Quebec Wrestling Hall of Fame
  - Класс 2017 года[326]
- Ring of Honor
  - Чемпион мира ROH (1 раз)[51][327]
  - Командный чемпион мира ROH (1 раз) — с Эль Дженерико[32][328]
  - ROH World Championship No. 1 Contender Tournament (2008)[329]
  - Матч десятилетия (2010-е) против Эль Дженерико на Final Battle 2012: Doomsday[330]
- Rolling Stone
  - Лучший хил (2015)[331]
  - Лучшие промо (2015) связанные с  Джоном Синой[332]
  - Лучшая сюжетная линия (2015) против Джона Сины[331]
  - Rolling Stone ставит его под № 6 из 10 лучших рестлеров WWE 2016 года[333]
  - Открытие года (2015)[331]
  - Матч года WWE (2015) против Джона Сины на Money in the Bank[331]
  - Рестлер WWE за полугодие (2015)[332]
- SoCal Uncensored
  - Рестлер года (2005, 2011, 2012)[334][335][336]
  - Матч года (2011) с Супер Драконом против Янг Баксов 10 декабря [334]
- Squared Circle Wrestling
  - 2CW Heavyweight Championship (1 раз)[337][338]
  - 2CW Tag Team Championship (1 раз) — с Джейсоном Эксом[339]
- Wrestling Observer Newsletter
  - Лучший броулер (2010—2012)[340][341][342]
  - Вражда года (2010) против Эль Дженерико[340]
  - Вражда года (2023) с Сами Зейном пр. The Bloodline
- WWE
  - Чемпион Вселенной WWE (1 раз)[343][344]
  - Чемпион Соединённых Штатов WWE (3 раза)[345][346]
  - Интерконтинентальный чемпион WWE (2 раза)[347][348]
  - Чемпион NXT (1 раз)[349][350]
  - Командный чемпион WWE Raw (1 раз) — с Сами Зейном[351]
  - Командный чемпион WWE SmackDown (1 раз) — с Сами Зейном[352]
  - 16-й чемпион Большого шлема

## Lucha de Apuestarecord
| Победитель (ставка)   | Проигравший (ставка)  | Место    | Шоу               | Дата            | Заметки                                    |
| --------------------- | --------------------- | -------- | ----------------- | --------------- | ------------------------------------------ |
| Эль Дженерико (маска) | Кевин Стин (Контракт) | Нью-Йорк | Final Battle 2010 | 18 декабря 2010 | Это был несанкционированный Поединок Чести |